# Зуєв Геннадій Володимирович
Генна́дій Володи́мирович Зу́єв (* 1975) — український тренер з легкої атлетики, майстер спорту України з легкої атлетики. Заслужений тренер України, заслужений працівник фізичної культури і спорту України (2019).

## Короткі відомості
Народився 1975 року у місті Нова Каховка (Херсонська область). У 1998 році закінчив Львівський державний інститут фізичного виховання.
Від 1999 року працює тренером-викладачем легкої атлетики Херсонського вищого училища фізичної культури.
Є одним із ініціаторів проведення у Херсоні від 2002 року відкритих змагань зі стрибків у висоту «Таврійські висоти». Став переможцем Гран-прі 2003 року змагань серед чоловіків з результатом 2.18 м.
Серед його вихованців — Андрій Проценко та Ірина Перепелкіна.